# ギャルシュ
ギャルシュ （Garches）は、フランス、イル＝ド＝フランス地域圏、オー＝ド＝セーヌ県のコミューン。サン＝クルー公園とサン・キュキュファの森との間にある丘がちな傾斜に位置する、多くの一戸建て住宅のある住宅地である。
また、ギャルシュは、交通事故後遺症の治療で国際的に名高いレーモン・ポワンカレ病院があることでも知られている。

## 地理
パリ郊外、ノートルダム・ド・パリの西11.9kmの地点にある。

## 交通
- 鉄道 - トランジリアンL線、ギャルシュ-マルヌ＝ラ＝コケット駅（fr）

## 由来
1063年の文書に初めて地名が記され、Garziacusとあるが、このつづりは疑わしい。14世紀には現在と同じGarchesというつづりになっていた。言語学者エルネスト・ネグルは、ゲルマン語の人名Waracusに接尾辞の-asがついたものであるとする。アルベール・ドーザおよびシャルル・ロスタンは、古フランク語で防衛の任務を意味するwerkiから派生した、ゲルシュ（Guerche）というよく知られている変種を参照すべきとする。

## 歴史

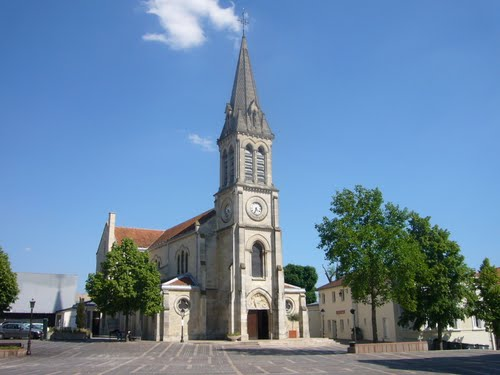
サン＝ルイ教会

旧石器時代と新石器時代の住居跡が20世紀初頭に記録されている。
集落の存在に初めて言及されたのは1170年である。1297年、ロベール・ド・ラ・マルシュによって教会が創建され、最初は聖王ルイに献堂されていた。聖王が正式に聖別される1年前のことである。
1702年、ギャルシュからヴィルヌーヴ＝レタン地区が分離した。ここは現在のマルヌ＝ラ＝コケットである。18世紀に集落の人口が増加し、ブドウ畑が拡張された。
1870年の普仏戦争時、パリ包囲戦でギャルシュはひどく荒廃した。1871年1月19日、ジャン・トルシュー将軍率いるフランス軍はビュザンヴァルの戦いで戦い、町の一部が破壊された。
1884年に鉄道が到来し、駅から教会に向かって通りがつくられた。

## 人口統計
| 1962年 | 1968年 | 1975年 | 1982年 | 1990年 | 1999年 | 2006年 | 2010年 |
| ------ | ------ | ------ | ------ | ------ | ------ | ------ | ------ |
| 13244  | 14217  | 17998  | 18094  | 17957  | 18036  | 18210  | 18169  |

参照元:1999年までEHESS、2000年以降INSEE

## 姉妹都市
- グローベンツェル、ドイツ[10]